# Loïc Tanson
Loïc Tanson (nacido en Luxemburgo, en 1981)  es un director de cine y guionista luxemburgués.
Con Thierry Besseling, rodaron muchss proyectos en conjunto: el cortometraje Laaf (2010), Le faux départ (2013), Sur le fil (2017), así como varios episodios de la serie documental Routwäissgro (2015-2017).
En 2022 fue el rodaje de su primer largometraje, Läif a Séil, que debería estrenarse en el otoño de 2023.

## Filmografía
- Eldorado (2016) - codirigido con Rui Eduardo Abreu y Thierry Besseling
- Las últimas cenizas (2023)